# Linlithgow Palace
Linlithgow Palace är en slottsruin i Storbritannien. Den ligger i kommunen West Lothian och riksdelen Skottland, 24 km väster om Edinburgh.
Det har funnits en borg på platsen sedan 1100-talet. Under 1400- och 1500-talet var Linlithgow Palace ett kungligt residens. Det övergavs på 1600-talet och en brand år 1746 gjorde det till en ruin.
Linlithgow Palace ligger 64 meter över havet. Runt Linlithgow Palace är det ganska tätbefolkat, med 166 invånare per kvadratkilometer. Närmaste större samhälle är Livingston, 9 km sydost om Linlithgow Palace. Trakten runt Linlithgow Palace består i huvudsak av gräsmarker.

### Fotnoter
1. 1 2  Linlithgow Palace hos Geonames.org (cc-by); post uppdaterad 2010-09-04; databasdump nerladdad 2016-05-06
2. ↑  ”NASA Earth Observations: Population Density”. NASA/SEDAC. Arkiverad från originalet den 9 februari 2016. https://web.archive.org/web/20160209064446/http://neo.sci.gsfc.nasa.gov/view.php?datasetId=SEDAC_POP. Läst 30 januari 2016.
3. ↑  ”NASA Earth Observations: Land Cover Classification”. NASA/MODIS. Arkiverad från originalet den 28 februari 2016. https://web.archive.org/web/20160228161657/http://neo.sci.gsfc.nasa.gov/view.php?datasetId=MCD12C1_T1. Läst 30 januari 2016.